# Xavier Johnson (baloncestista de 2000)
Xavier Johnson (Arlington, Virginia; 1 de marzo de 2000) es un jugador de baloncesto estadounidense que mide 1,85 metros y puede alternar las posiciones de base y escolta. Actualmente pertenece a la plantilla del San Sebastián Gipuzkoa Basket Club de la Primera FEB.

## Trayectoria deportiva

### Universidad
Johnson se formó la Episcopal School de Alexandria, Virginia, hasta 2019 cuando ingresó en la Universidad George Mason, situada en el Condado de Fairfax, Virginia, donde jugaría durante tres temporadas la NCAA con los George Mason Patriots, desde 2020 a 2023.
En 2023, ingresa en la Universidad del Sur de Illinois Carbondale, situada en Carbondale (Illinois), donde jugaría durante una temporada la NCAA con los Southern Illinois Salukis, promediando 22 puntos, 4 rebotes y 6 asistencias por encuentro. 

### Profesional
Tras no ser drafteado en 2024, firma con los Dallas Mavericks para disputar la Liga de Verano de la NBA.
El 15 de agosto de 2024, firma por el San Sebastián Gipuzkoa Basket Club de la Primera FEB.